# 秋田楢山教会
秋田楢山教会（あきたならやまきょうかい）は、秋田県秋田市にある日本基督教団の教会である。
1888年（明治21年）2月に秋田で伝道をしていたディサイプル派に飽き足りなさを感じていたメソジスト、日本基督一致教会、日本組合基督教会の信徒7人が南秋田郡郡長土居通象宅に集まり協議をし、弘前から竹内楠三を伝道師として迎え、1888年秋に秋田美以教会を形成した。
1911年、早川祐吉夫妻より秋田市南通亀の町の土地が寄付された。翌年、集会所兼牧師館が完成した。
1916年、島田畔が就任し、堅実な牧会・伝道を行ったので、1926年より自給教会になり、1927年に会堂を建設する。1922年、島田の指導により廃娼運動が起こり、秋田県は全国で4番目の廃娼県になった。1933年には秋田婦人ホームを建設した。1941年に日本基督教団の成立と共に、秋田支教区の責任を負う。疎開してきた河合禎三、斉藤惣一夫妻の支持を得て、ホーリネス教会の弾圧に抵抗し、県内3つのホーリネス教会のために尽くした。
1949年より伝道誌『おとずれ』を発行する。1968年に牧師館を新築する。